# ایوب اوحافسا
ایوب اوحافسا (انگلیسی: Ayoub Ouhafsa؛ زادهٔ ۱۴ نوامبر ۱۹۹۷) بازیکن فوتبال است.